# José Villarrubia
José Antonio Villarrubia Jiménez (né le 17 novembre 1961) est un dessinateur espagnol travaillant pour l'industrie du comic book américain. Il est surtout connu comme coloriste.

## Biographie

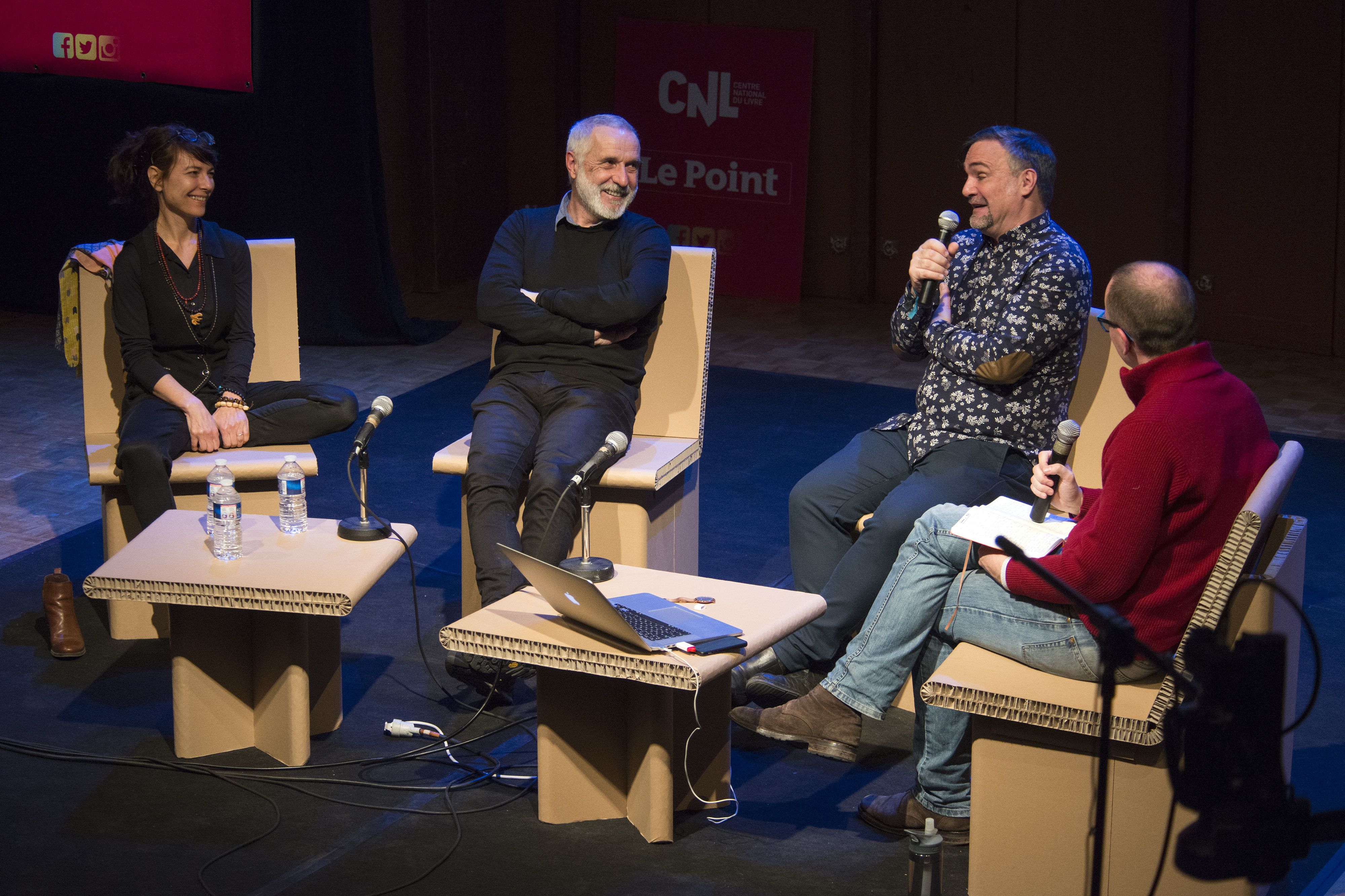
Rencontre avec Isabelle Merlet, Jean-Marc Rochette et José Villarrubia au Festival d'Angoulême 2019.

## Récompense
- 2011 : Prix Harvey du meilleur coloriste pour Cuba: My Revolution